# تود بولي
تود بولي (بالإنجليزية: Todd Boehly)‏ هو رجل أعمال ومستثمر أمريكي. وهو المؤسس المشارك ورئيس مجلس الإدارة والرئيس التنفيذي والعضو المسيطر في صناعات الدريدج، وهي شركة قابضة مقرها في غرينيتش، كونيتيكت. اعتبارًا من أكتوبر 2021، هو الرئيس التنفيذي المؤقت لرابطة هوليوود للصحافة الأجنبية. وهو أيضا مالك نادي تشيلسي.

## النشأة وتعليمه
هاجر أجداده من ألمانيا والتحق بمدرسة لاندون في بيثيسدا بولاية ماريلاند وتخرج عام 1991. كان عضوًا في فريق المصارعة بالمدرسة. في عام 2014، أطلقت مدرسة لاندون على منشآتهم اسم غرفة مصارعة عائلة بولي تكريما له.
تخرج من كلية وليام وماري عام 1996 بدرجة بكالوريوس في إدارة الأعمال. كما درس في كلية لندن للاقتصاد. أثناء وجوده في كلية لندن للاقتصاد، بدأ بولي العمل في سيتي بنك ثم في كريدي سويس فيرست بوسطن حتى يتمكن من اكتساب الخبرة في مجال التمويل.

## مسيرته المهنية
في 2001، انتقل للعمل في غوغنهايم بارتنرز حيث أطلق أعمال الاستثمار الائتماني للشركة وتولى منصب الرئيس.
في 2013، أبرم صفقة بين تايم وورنر كيبل ولوس أنجلوس دودجرز لإنشاء شبكة رياضية باسم سبورتس نت إل أيه لبث مباريات فريق لوس أنجلوس دودجرز في الدوري الأمريكي الرئيسي لكرة القاعدة.
في 2015، جمع رجل الأعمال الأمريكي أصوله في الشركة القابضة صناعات الدريدج التي تمتلك حصصا في أكثر من 80 شركة بمجال التمويل والرياضة والعقارات والإعلام والتكنولوجيا.
بولي ومارك والتر إستحوذا معا على حصة تبلغ 27 بالمئة من أسهم فريق لوس أنجلوس ليكرز لكرة السلة أحد أشهر فرق دوري إن بي أي للمحترفين وذلك في يوليو عام 2021.في فبراير 2021، كان الليكرز ثالث أعلى فريق من حيث القيمة في الدوري الأميركي لكرة السلة للمحترفين بقيمة تقدر بـ 5.14 مليار دولار.
في 6 مايو 2022، أكد نادي تشيلسي لكرة القدم قبوله عرض تود بولي وكليرليك كابيتال ومارك والتر وهانسجويرج ويس، للاستحواذ على النادي. ومن المقرر الانتهاء من الصفقة قبل نهاية مايو 2022.
تقدر ثروة بولي من خلال سلسلة الاستثمارات في كافة القطاعات 4.5 مليارات دولار وفقا لمجلة فوربس التي تصنفه في المرتبة 627 على قائمة أغنى شخص بالعالم.